# Hrabstwo Preble
Hrabstwo Preble (ang. Preble County) – hrabstwo w stanie Ohio w Stanach Zjednoczonych. Obszar całkowity hrabstwa obejmuje powierzchnię 426,33 mil² (1104,18 km²). Według danych z 2010 r. hrabstwo miało 42 270 mieszkańców. Hrabstwo powstało 1 marca 1808 roku i nosi imię Edwarda Preblea – oficera marynarki walczącego w Wojnie o niepodległość Stanów Zjednoczonych oraz I wojnie berberyjskiej.

## Sąsiednie hrabstwa
- Hrabstwo Darke (północ)
- Hrabstwo Montgomery (wschód)
- Hrabstwo Butler (południe)
- Hrabstwo Union (Indiana) (południowy zachód)
- Hrabstwo Wayne (Indiana) (północny zachód)

## Miasta
- Eaton

## Wioski
- Camden
- Eldorado
- Gratis
- Lake Lakengren (CDP)
- Lewisburg
- New Paris
- West Alexandria
- West Elkton
- West Manchester